# Шахрак-э-Эстекляль
Шахра́к-э-Эстекля́ль (перс. شهرک استقلال‎) — небольшой город на юге Ирана, в провинции Фарс. Входит в состав шахрестана  Шираз. По данным переписи, на 2006 год население составляло 6 519 человек.

## География
Город находится в центральной части Фарса, в горной местности юго-восточного Загроса, на высоте 1 729 метров над уровнем моря.
Шахрак-э-Эстекляль расположен на расстоянии приблизительно 15 километров к северу от Шираза, административного центра провинции и на расстоянии 660 километров к юго-юго-востоку (SSE) от Тегерана, столицы страны.